# Espevik
Espevik är en mindre havsvik med sandstrand på sydsidan av Årnäshalvön i Varbergs kommun i Hallands län. Viken har givit namn åt den intilliggande campingen Espeviks camping.

## Etymologi
Namnet Espevik kommer från ordet äsping, som är ett ord för unga huggormar. Tidigare stavades namnet Äspevik, men med tiden ändrades stavningen till Espevik.